# Kanton Néronde
Der Kanton Néronde war bis 2015 ein französischer Wahlkreis im Arrondissement Roanne, im Département Loire und in der Region Rhône-Alpes. Er umfasste zehn Gemeinden, Hauptort war Néronde. Vertreter im conseil général des Départements war zuletzt Jean-Claude Tissot.

## Gemeinden
| Gemeinde                | Einwohner Jahr | Fläche km² | Bevölkerungsdichte | Code INSEE | Postleitzahl |
| ----------------------- | -------------- | ---------- | ------------------ | ---------- | ------------ |
| Balbigny                | 2929 (2013)    | –          | – Einw./km²        | 42011      | 42510        |
| Bussières               | 1584 (2013)    | –          | – Einw./km²        | 42029      | 42510        |
| Néronde                 | 474 (2013)     | –          | – Einw./km²        | 42154      | 42510        |
| Pinay                   | 274 (2013)     | –          | – Einw./km²        | 42171      | 42590        |
| Sainte-Agathe-en-Donzy  | 117 (2013)     | –          | – Einw./km²        | 42196      | 42510        |
| Sainte-Colombe-sur-Gand | 437 (2013)     | –          | – Einw./km²        | 42209      | 42540        |
| Saint-Cyr-de-Valorges   | 324 (2013)     | –          | – Einw./km²        | 42213      | 42114        |
| Saint-Jodard            | 488 (2013)     | –          | – Einw./km²        | 42241      | 42590        |
| Saint-Marcel-de-Félines | 818 (2013)     | –          | – Einw./km²        | 42254      | 42122        |
| Violay                  | 1296 (2013)    | –          | – Einw./km²        | 42334      | 42780        |